# Nitranská pahorkatina
Nitranská pahorkatina (slovensky Nitrianska pahorkatina) je pahorkatina v širším okolí řeky Nitra a stejnojmenného města. Je to geomorfologická podsestava Podunajské pahorkatiny, která je spolu s Podunajskou rovinou částí Podunajské nížiny. Nitranská pahorkatina se díky vynikajícím přírodním předpokladům intenzivně využívá k zemědělství.

## Geografická poloha
Největší část Nitranské pahorkatiny se nachází v relativně širokém prostoru mezi pohořími Tribeč a Považský Inovec. Na východním okraji tohoto teritoria, v podhůří Tribeče, teče řeka Nitra. Toto území se dá přibližně charakterizovat jako trojúhelník utvořený městy Nitra, Hlohovec a Topoľčany. Nicméně Nitranská pahorkatina se rozprostírá i mimo toto území. Na severu sahá až do oblasti Bánovců nad Bebravou, což znamená, že ji z části ohraničují i Strážovské vrchy. Na jihu zase zabírá kus země od zmiňovaného trojúhelníku až po oblast Nových Zámků, kde plynule přechází na jihu do Podunajské roviny, na západě tohoto území (jižněji od Považského Inovce) do Trnavské pahorkatiny (přirozenou hranici zde tvoří řeka Váh).
Z územněsprávního hlediska se většina Nitranské pahorkatiny nachází v Nitranském kraji, na západě však částečně i v Trnavském kraji a na severu i v Trenčínském kraji. Na území Nitranské pahorkatiny jsou okresy: Nitra, Topoľčany, Bánovce nad Bebravou, Partizánske, Hlohovec, Galanta, Šaľa a Nové Zámky.

## Členění na podsestavy
Nitranská pahorkatina se jako geomorfologická podsestava dělí na podcelky ještě nižší úrovně, než je ona sama. Na jejím severu, v podhůří Povážského Inovce se rozkládá Bojnianská pahorkatina, která dostala své jméno podle obce Bojná v okrese Topoľčany. Další krajinná podsestava Nitranské pahorkatiny, Zálužianská pahorkatina, se rozprostírá jižně od Bojnianské pahorkatiny, v okolí obce Veľké Zálužie. Ještě jižněji leží Nitrianská tabule, jejíž reliéf už pomalu přechází do roviny.

## Přírodní podmínky
Většinou zvlněný reliéf Nitranské pahorkatiny je jako stvořený pro zemědělství. V jižních částech oblasti je půda tvořena černozemí, v severnějších územích zas hnědozemí. I klimatické podmínky mimořádně nahrávají zemědělské činnosti - průměrná teplota v lednu se pohybuje v rozmezí 1 - 4 stupňů Celsia, v červenci 18 - 20 stupňů Celsia. Průměrné srážkové úhrny jsou 600–700 mm ročně.
Toto předurčení nezůstalo nevyužité. Území se skutečně intenzivně využívá k zemědělství, z původních dubových porostů zůstaly jen zbytky v podobě hájů. Nitra se dokonce považuje za centrum slovenského zemědělství s jedinou slovenskou univerzitou zaměřenou na tuto činnost a s výstavištěm Agrokomplex.

## Sídla v oblasti
Nejdůležitějšími městskými sídly v oblasti jsou Nitra, Topoľčany, Hlohovec a Bánovce nad Bebravou. Ostatní okresní města, jejichž okresy leží v oblasti Nitranské pahorkatiny se buď nacházejí mimo tuto oblast nebo je jejich zařazení sporné.
Z významnějších vesnic je třeba zmínit Veľké Zálužie, Lehotu, Bojnou, Močenok, Šoporňu, Patu, Báb, Lukáčovce, Rišňovce, Výčapy-Opatovce, Preseľany, Čakajovce, Alekšince, Zbehy, Lužianky, Veľké Ripňany, Radošinu, Dražovce, Horné Obdokovce a mnoho jiných.